# محافظة الإسماعيلية
محافظة الإسماعيلية، إحدى محافظات جمهورية مصر العربية وعاصمتها مدينة الإسماعيلية

## التقسيم الإداري
تنقسم محافظة الإسماعيلية إلى 7 مراكز ومدن و34 وحدة محلية قروية، المراكز والمدن هي:
- الإسماعيلية
- التل الكبير
- فايد
- القنطرة شرق
- القنطرة غرب
- أبوصوير
- القصاصين

### المساحة
تبلغ المساحة الكلية للمحافظة 5066 كم2 موزعة على مراكز المحافظة وتبلغ مساحة مدينة الإسماعيلية بمفردها 1323.5 كم مربع ويبلغ عدد سكان المحافظة حوالي 942,832 نسمة ومدينة الإسماعيلية 471,000.
وتضم المحافظة جزءًا من شبه جزيرة سيناء (منذ عام 1979) بعمق 30 كم شرق القناة وبطول حوالي 80 كم.

## نبذة
تعتبر الإسماعيلية البوابة الشرقية لمصر. يقع قسمها الغربي في قارة أفريقيا، والقسم الشرقي بقارة آسيا. وتحدها من الشرق سيناء وقناة السويس، وغربا محافظة الشرقية وجنوبا محافظة السويس، كما تحدها شمالا بورسعيد وبحيرة المنزلة. المساحة الكلية: 5066 كم2 عدد السكان: 776403 نسمة الكثافة السكانية: 190 نسمة / كم2 معلومات إضافية: ترجع نشأتها إلى عصر ما قبل الأسرات. كانت المقاطعة الثامنة في مقاطعات إقليم مصر السفلى، وكانت من أكبر المقاطعات في هذا العصر، وعاصمتها تسمى «برأتوم» بمنطقة تل المسخوطة، التي تعرف بمدينة أبو صوير حاليا.

## المحافظون
المحافظ هو ممثل السلطة التنفيذية في المحافظة ورئيس المجلس التنفيذي للمحافظة، ويعينه أو يعفيه من منصبه رئيس الجمهورية.
| الاسم                   | استلم المنصب   | ترك المنصب     |
| ----------------------- | -------------- | -------------- |
| عبد الله غبارة          | 18 أكتوبر 1959 | 10 سبتمبر 1960 |
| محمد حسن عبد اللطيف     | 10 سبتمبر 1960 | 14 أكتوبر 1965 |
| محمد مبارك رفاعي        | 14 أكتوبر 1965 | 18 مارس 1971   |
| محمود أمين عمر          | 18 مارس 1971   | 27 مارس 1974   |
| أحمد كمال القلعاوي      | 27 مارس 1974   | 16 نوفمبر 1976 |
| محمود زكي عبد اللطيف    | 16 نوفمبر 1976 | 29 نوفمبر 1978 |
| عبد المنعم عمارة        | 29 نوفمبر 1978 | 20 مارس 1991   |
| أحمد أحمد جويلى         | 20 مارس 1991   | 3 أغسطس 1994   |
| محمد عبد السلام المحجوب | 3 أغسطس 1994   | 9 يوليو 1997   |
| عبد العزيز سلامة        | 9 يوليو 1997   | 31 أكتوبر 1999 |
| فؤاد سعد الدين          | 31 أكتوبر 1999 | 15 يوليو 2004  |
| صبري العدوي             | 15 يوليو 2004  | 31 ديسمبر 2005 |
| عبد الجليل الفخراني     | 1 يناير 2006   | 19 أبريل 2011  |
| أحمد حسين مصطفى         | 19 أبريل 2011  | 7 أغسطس 2011   |
| جمال إمبابي             | 7 أغسطس 2011   | 16 يونيو 2013  |
| حسن رفاعي حسين الحاوي   | 16 يونيو 2013  | 13 أغسطس 2013  |
| أحمد بهاء الدين القصاص  | 13 أغسطس 2013  | 7 فبراير 2015  |
| ياسين حسام الدين طاهر   | 7 فبراير 2015  | 30 أغسطس 2018  |
| حمدي حامد عثمان         | 30 أغسطس 2018  | 27 نوفمبر 2019 |
| شريف بشارة              | 27 نوفمبر 2019 | 3 يوليو 2024   |
| أكرم محمد جلال محمد     | 3 يوليو 2024   | الآن           |